# Va, dal furor portata
Pour les articles homonymes, voir K21.
Va, dal furor portata, KV 21 / K6 19c, est un des premiers aria de concert en do majeur pour ténor et orchestre de Wolfgang Amadeus Mozart. Il a été écrit en 1765 à Londres durant la tournée européenne de la famille Mozart, quand Mozart avait neuf ans. Le texte est tiré de Ezio opéra de 1728, de Metastasio (acte II, scène 4).
L'autographe a disparu. La Bibliothèque nationale de France possède une copie de la main de Leopold Mozart.

## Analyse
L'orchestre est composé de 2 hautbois, 2 bassons, 2 cors en do et les cordes.
L'aria est écrit en do majeur. Le tempo est marqué Allegro, à . L'aria comporte 107 mesures avec un Da capo et la reprise des 89 premières mesures.

## Texte
| Va, dal furor portata, Palesa il tradimento; Ma ti sovvenga ingrata, Il traditor qual'è. Scopri la frode ordita, Ma pensa in quel momento, Ch'io ti donai la vita, Che tu la togli a me. | Va, portée par la fureur, révéler la trahison; mais rappelle-toi, ingrate, qui est le traitre. Révèle la déception qui a été machinée; mais pense en ce moment que moi je t'ai donné la vie et que tu l'a reçue de moi. |